# 约埃尔·罗梅罗
尤尔·罗梅罗（Yoel Romero，1977年4月3日—），古巴综合格斗运动员，现隶属于终极格斗冠军赛（UFC）。
罗梅罗最初从事自由式摔跤运动，曾夺得过1999年世界摔跤锦标赛冠军、2000年奥运会银牌等荣誉。2007年，他离开古巴逃至了德国。此后，他开始转向综合格斗，并于2009年底正式步入综合格斗界。2013年起，罗梅罗加入UFC。他目前综合格斗生涯的战绩为13胜5负。
罗梅罗的弟弟尤安·帕布罗·埃尔南德斯是巡洋舰级世界拳王。